# Brian Buckner
Brian Buckner (...) è uno sceneggiatore e produttore televisivo statunitense.

## Biografia
Noto per il suo lavoro nelle serie televisive Spin City, Friends, Joey e The Class - Amici per sempre. Nel 2002 per il suo lavoro in Friends ha vinto un Emmy Award.
Dal 2008 al 2014 lavora come sceneggiatore e co-produttore per la serie della HBO True Blood. Nel marzo 2013 viene nominato nuovo showrunner di True Blood, prendendo il posto di Mark Hudis.
Nel 2016 lavora come produttore consulente e sceneggiatore per la serie televisiva Fear the Walking Dead.